# 生涯学習の振興のための施策の推進体制等の整備に関する法律
生涯学習の振興のための施策の推進体制等の整備に関する法律（しょうがいがくしゅうのしんこうのためのせさくのすいしんたいせいとうのせいびにかんするほうりつ、平成2年6月29日法律第71号）は、社会教育・生涯学習に関する日本の法律である。通称は生涯学習振興法。
この法律は、国民が生涯にわたって学習する機会があまねく求められている状況にかんがみ、生涯学習の振興に資するための都道府県の事業に関しその推進体制の整備その他の必要な事項を定め、および特定の地区において生涯学習に係る機会の総合的な提供を促進するための措置について定めるとともに、都道府県生涯学習審議会の事務について定める等の措置を講ずることにより、生涯学習の振興のための施策の推進体制および地域における生涯学習に係る機会の整備を図り、もって生涯学習の振興に寄与することを目的とする。

## 構成
- 第1条 - 目的
- 第2条 - 施策における配慮等
- 第3条 - 生涯学習の振興に資するための都道府県の事業
- 第4条 - 都道府県の事業の推進体制の整備に関する基準
- 第5条 - 地域生涯学習振興基本構想
- 第6条 - 判断基準
- 第8条 - 基本構想の実施等
- 第10条 - 都道府県生涯学習審議会
- 第11条 - 市町村の連携協力体制

## 専門的教育職員
- 社会教育主事
- 社会教育主事補

## 関連する法令の体系
- 日本国憲法
  - 教育基本法
    - 社会教育法
      - 生涯学習の振興のための施策の推進体制等の整備に関する法律
      - 図書館法
      - 博物館法

    - 学校教育法
      - 学校図書館法